# (3694) Sharon
(3694) Sharon es un asteroide perteneciente al cinturón exterior de asteroides descubierto por Arie W. Grossman desde el observatorio del Monte Palomar, Estados Unidos, el 27 de septiembre de 1984.

## Designación y nombre
Sharon se designó inicialmente como 1984 SH5.
Más tarde, en 1989, fue nombrado en honor de Sharon Rachel Vinick.

## Características orbitales
Sharon orbita a una distancia media de 3,935 ua del Sol, pudiendo acercarse hasta 3,124 ua y alejarse hasta 4,747 ua. Su inclinación orbital es 4,976 grados y la excentricidad 0,2062. Emplea 2851 días en completar una órbita alrededor del Sol.
Sharon forma parte del grupo asteroidal de Hilda.

## Características físicas
La magnitud absoluta de Sharon es 10,4. Tiene un periodo de rotación de 11,48 horas y 45,31 km de diámetro. Su albedo se estima en 0,0653.